# Kalimati Rampur
Kalimati Rampur (nep. कालिमाटी रामपुर) – gaun wikas samiti w zachodniej części Nepalu w strefie Rapti w dystrykcie Salyan. Według nepalskiego spisu powszechnego z 2011 roku liczył on 1324 gospodarstwa domowe i 6777 mieszkańców (3525 kobiet i 3252 mężczyzn).